# Mörkeggad nopping
Mörkeggad nopping (Entoloma querquedula) är en svampart som först beskrevs av Henri Romagnesi, och fick sitt nu gällande namn av Machiel Evert ("Chiel") Noordeloos 1982. Mörkeggad nopping ingår i släktet Entoloma och familjen Entolomataceae.  Arten är reproducerande i Sverige. Inga underarter finns listade i Catalogue of Life.